# Lewis Smith
Lewis Collie Smith (ur. 1 sierpnia 1958 w Chattanoodze) – amerykański aktor, reżyser i scenarzysta telewizyjny i filmowy, wykładowca sztuki dramatycznej w Donna Reed Foundation w Denison, w stanie Iowa i założyciel Actors Academy w Santa Monica.

## Życiorys

### Wczesne lata
Urodził się w Chattanoodze, w stanie Tennessee. Dorastał na farmie jego matki w Lookout Valley w Chattanoodze w Tennessee, gdzie w 1974 ukończył Lookout Valley Middle High School.
Poznawał techniki sztuki aktorskiej w Lee Strasberg Theatre and Film Institute i Actors Studio u Stelli Adler, a także pod kierunkiem Sanforda Meisnera i Roya Londona. 

### Kariera
Po debiutanckiej roli kinowej w dramacie wojennym Śmiertelne manewry (Southern Comfort, 1981), zabłysnął na dużym ekranie jako modny, szykowny, elegancki i uprzejmy blondwłosy Doskonały Tommy w przygodowej komedii romantycznej fantastycznonaukowej Przygody Buckaroo Banzai. Przez ósmy wymiar (The Adventures of Buckaroo Banzai Across the 8th Dimension, 1984) z Peterem Wellerem i Jeffem Goldblumem. Zagrał główną rolę rajdowca, który umierając w wypadku samochodowym, powraca na Ziemię pod postacią anioła stróża niezaradnego nastolatka, aby mu pomóc w komedii romantycznej Facet z nieba (The Heavenly Kid, 1985).
Dwukrotnie spotkał się z Cheryl Ladd na planie filmowym dwóch dramatów obyczajowych; CBS Kobieta z Kentucky (Kentucky Woman, 1983) i Spełnienie Mary Gray (The Fulfillment of Mary Gray, 1988). Przełomem na małym ekranie była rola Charlesa Maina w opartym na bestsellerowej powieści Johna Jakesa miniserialu ABC o wybuchu wojny secesyjnej Północ-Południe (North and South, 1985-86). Pojawił się gościnnie w serialach CBS – Piękna i bestia (Beauty and the Beast, 1986-1990) z Lindą Hamilton i Diagnoza morderstwo (Diagnosis Murder, 1994, 2001) oraz znalazł się także w obsadzie westernu Wyatt Earp (1994) z tytułową rolą Kevina Costnera. Zagrał dwukrotnie u boku Heather Locklear – w dwóch odcinkach opery mydlanej Melrose Place (1995) i telewizyjnym thrillerze ABC Teksański rozwód (Texas Justice, 1995) z udziałem Petera Straussa.

## Filmografia

### Filmy
- 1981: Śmiertelne manewry (Southern Comfort) jako Stuckey
- 1982: Dziecko miłości (Love Child) jako Jesse Chaney
- 1982: Chcę być gwiazdą filmową (I Ought to Be in Pictures) jako żołnierz
- 1983: Krwawy biwak (The Final Terror) jako Boone
- 1984: Przygody Buckaroo Banzai. Przez ósmy wymiar (The Adventures of Buckaroo Banzai Across the 8th Dimension) jako perfekcyjny Tommy
- 1985: Facet z nieba (The Heavenly Kid) jako Bobby
- 1991: Zabójca (Diary of A Hitman) jako Zidzyck
- 1994: Wyatt Earp jako Curly Bill Brocius
- 2003: Seventh Veil
- 2007: Sin-Jin Smyth
- 2012: Django jako Jinglebells Cody

### Filmy TV
- 1983: Kobieta z Kentucky (Kentucky Woman) jako Spinner Limbaugh
- 1987: Człowiek, który spadł na ziemię (The Man Who Fell to Earth) jako John Dory
- 1988: Badlands 2005 jako Garson MacBeth
- 1989: Spełnienie Mary Gray (The Fulfillment of Mary Gray) jako Aaron
- 1993: Oblężenie Waco (In the Line of Duty: Ambush in Waco) jako Robert Williams
- 1995: Teksański rozwód (Texas Justice) jako Dennis Church
- 1997: Zębowa Wróżka (Toothless) jako Przystojniak
- 1999: Śmiercionośny przypływ (Avalon: Beyond the Abyss) jako komandor Frank Stein
- 2008: Our First Christmas jako pastor Brown

### Seriale TV
- 1985: Północ-Południe (North and South) jako Charles Main
- 1986: Północ-Południe II (North and South, Book II) jako Charles Main
- 1987: Pieśń Karen (Karen's Song) jako Steven Foreman
- 1989-90: Piękna i bestia (Beauty and the Beast) jako Mark
- 1990: Booker jako David Saxton
- 1992: Napisała: Morderstwo (Murder, She Wrote) jako Louis Paloma
- 1994: Diagnoza morderstwo (Diagnosis Murder) jako Michael Davis
- 1995: Melrose Place jako Tom Riley
- 1997: Faktor X – niewiarygodne! (Beyond Belief: Fact or Fiction) jako Steven
- 2001: Diagnoza morderstwo (Diagnosis Murder) jako detektyw James 'Jimmy' Sloan
- 2009: CSI: Kryminalne zagadki Miami jako Robert Banyon